# Bluma (Vorname)
Bluma (jiddisch: בלומאַ) ist ein weiblicher Vorname.

## Herkunft und Bedeutung
Der im Jiddischen verwendete Vorname stammt vom jiddischen בלום (blum), was Blume bedeutet.

## Bekannte Namensträgerinnen
- Bluma Zeigarnik (1900–1988), sowjetische Gestaltpsychologin litauischer Herkunft